# Iglesia de San Andrés (Amberes)
Iglesia de San Andrés ( en neerlandés: Sint-Andrieskerk ) es una iglesia católica en Amberes construida en el siglo XVI. Su exterior se caracteriza principalmente por un estilo gótico tardío, mientras que su interior está ejecutado predominantemente en estilo barroco. Es la iglesia parroquial de la parroquia de San Andrés, que durante el siglo XIX era conocida como «la parroquia de la miseria» ya que entonces estaba poblada mayoritariamente por gente pobre.

## Historia
La construcción de la iglesia se inició en el siglo XVI por parte de los frailes agustinos, que habían construido un convento con una capilla en el mismo lugar en 1513. Johannes van Mechelen de Osbach inició en 1508 la fundación del monasterio. Los agustinos decidieron construir allí una iglesia en 1514, pero al ser acusados de simpatías luteranas se les retiró el terreno. En 1527 el terreno fue parcelado para financiar la construcción de la iglesia. La antigua capilla del convento fue ampliada y luego consagrada como iglesia parroquial en 1529. La iglesia se amplió posteriormente con una torre en el oeste y un crucero.

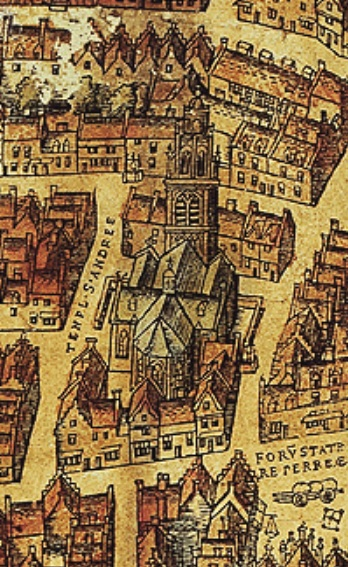
Iglesia de San Andrés en 1565

En 1549, el político de la ciudad y eclesiástico Nicolaas Beukelaer dotó a la iglesia de un prebendado para ayudar con la administración de la iglesia.

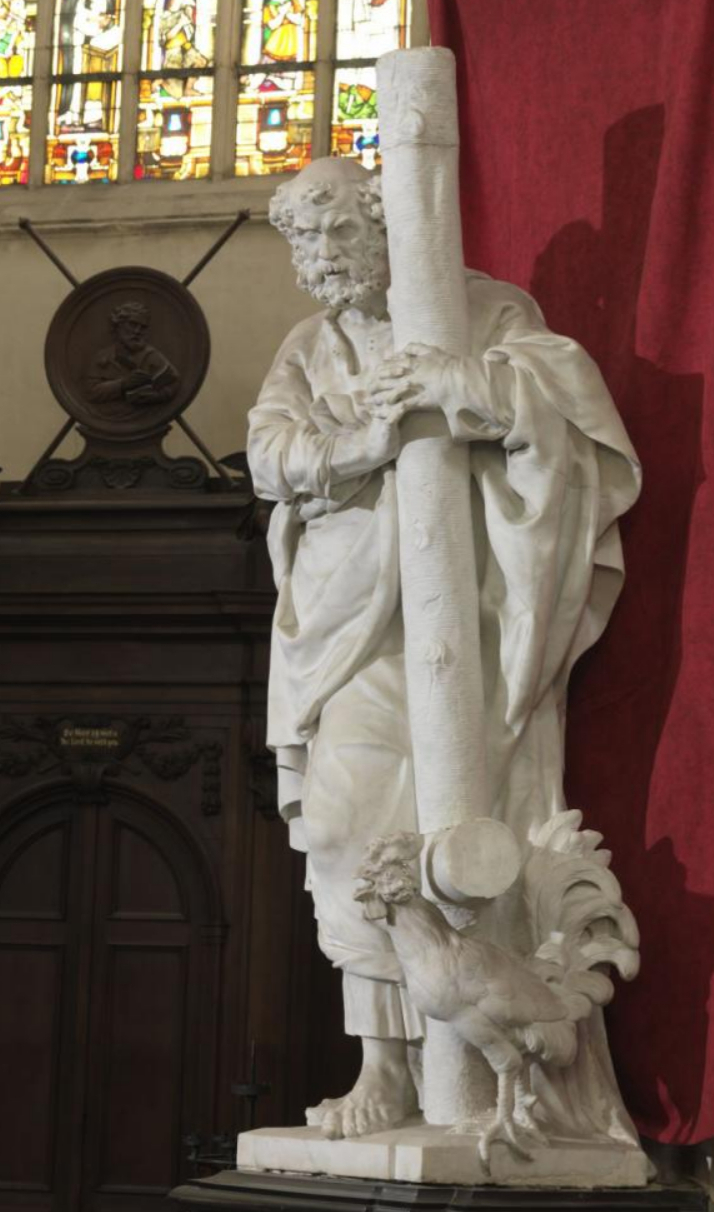
San Pedro de Artus Quellinus I

Durante la Beeldenstorm de 1566, el interior de la iglesia fue destruido. La iglesia se dividió entre católicos y calvinistas en 1568. En 1579 la división se hizo permanente mediante la construcción de un muro medianero. En 1581 los calvinistas negaron el acceso a la iglesia a los católicos y demolieron la parte de la iglesia que estaba asignada a los católicos. Después de la caída de Amberes en 1585 y la derrota de los calvinistas, la iglesia fue devuelta a los católicos. La iglesia fue decorada con nuevos retablos de destacados artistas de Amberes como Otto van Veen, Maerten de Vos y uno de los muchos miembros de la familia Francken que vivían cerca.
A mediados del siglo XVII se inició una gran campaña de construcción. Primero se construyó un arco sobre la nave y se reconstruyó y amplió el crucero destruido por los calvinistas. En los años siguientes, la iglesia se amplió aún más con un coro de dos tramos y más tarde con dos capillas. En 1755 se derrumbó la torre de la iglesia y se construyó una nueva torre barroca diseñada por Engelbert Baets en el interior del tramo occidental de la nave.
Durante la ocupación revolucionaria francesa que comenzó en 1794, la iglesia se salvó gracias a la decisión del sacerdote Jan-Michiel Timmermans de jurar lealtad al régimen francés. La iglesia perdió parte de su plata, el tríptico de Marten de Vos y la estatua de San Pedro de Artus Quellinus I por la confiscación de los franceses. Tras el Concordato de 1801 entre Napoleón y el Papa, la iglesia volvió a ser la parroquia de la Parroquia de San Andrés en 1802 y la estatua de San Pedro confiscada fue devuelta. Se tardó más en recuperar el tríptico de Marten de Vos, que finalmente acabó en el Museo de Bellas Artes de Amberes.
A principios del siglo XIX se añadieron a la iglesia más muebles y cuadros barrocos, principalmente recuperados de iglesias y monasterios destruidos o cerrados durante la ocupación francesa. La iglesia sufrió grandes daños durante el bombardeo holandés de Amberes en 1830 y se quemó parcialmente. A partir de 1863, la iglesia se equipó con nuevas vidrieras de estilo gótico. Las vidrieras del lado norte fueron destruidas el 2 de enero de 1945 por la explosión de una bomba volante alemana V-1. Más tarde fueron sustituidas por ventanas diseñadas por Jan Huet.

## Arte de la iglesia

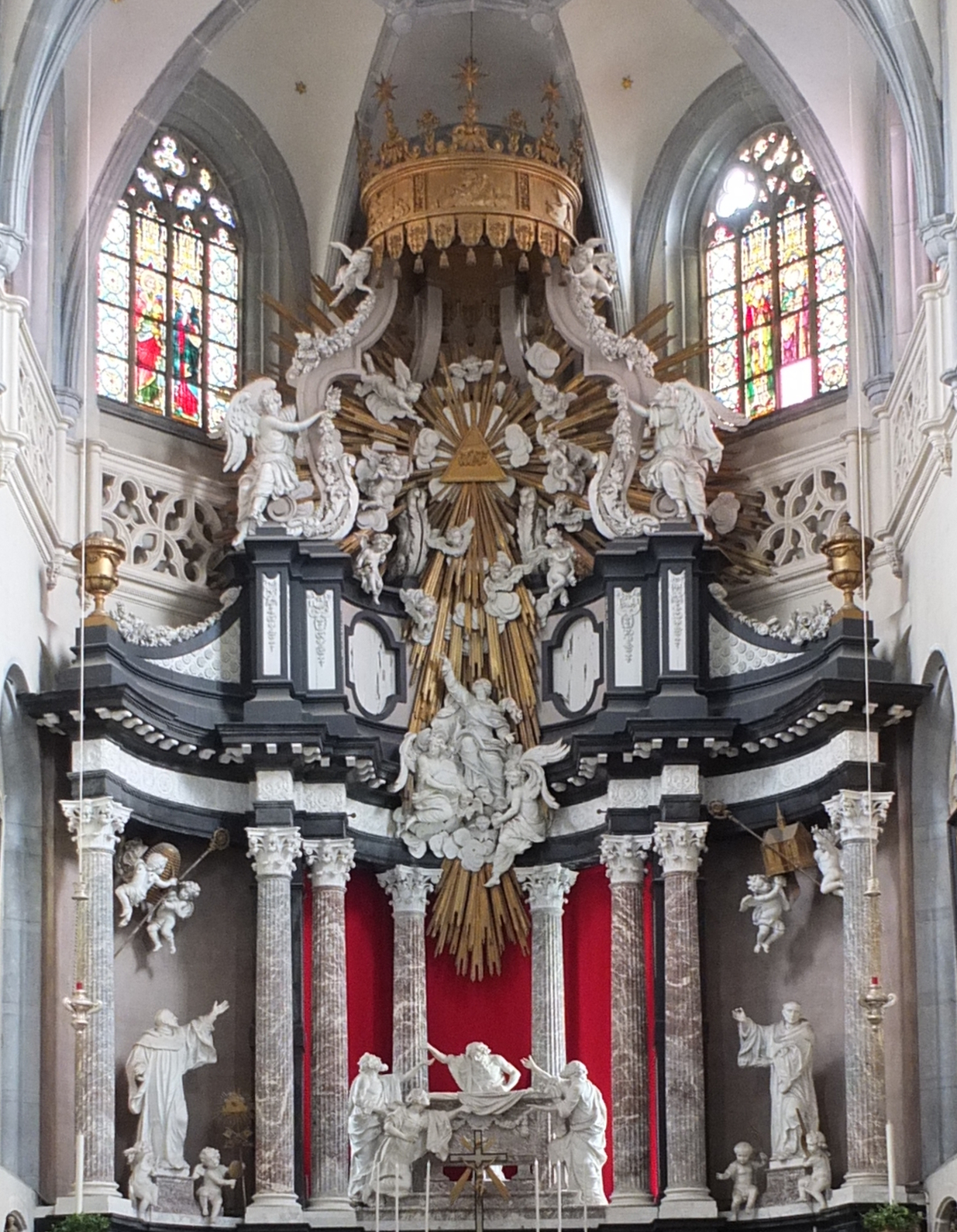
Altar mayor de Willem Ignatius Kerricx

La iglesia contiene muchos objetos valiosos y obras de arte. Alberga un monumento erigido por Barbara Mowbray en memoria de María, reina de Escocia, por Robert y Jan De Nole (1620) con un retrato pintado en cobre por Frans Pourbus el Joven (1569-1622).
Hay muchas pinturas de los principales pintores de Amberes como Ambrosius Francken (1544-1618), Otto van Veen (1560-1629), Hendrick van Balen (1575-1632), Maarten Pepyn (1575-1643), Frans Francken the Younger (1581 -1642), el taller de Anthony van Dyck (1599-1641), Erasmo Quellinus el Joven (1607-78), Theodoor Boeyermans y Karel Verlat (1845-1857).
Muchos de los muebles de la iglesia son de estilo claramente barroco, ya que las piezas anteriores habían sido destruidas durante la tormenta de los escudos del siglo XVI. El mobiliario de la iglesia está realizado por algunos de los principales escultores de su época. El Altar Mayor procede de la antigua Abadía de San Bernardo. La predela es obra de Pieter Verbrugghen I (1665) y el propio altar mayor es obra de Willem Ignatius Kerricx (1729). La sillería del coro fue realizada originalmente para el convento de los frailes agustinos por Pieter Verbrugghen I. El altar de los sacramentos y el confesionario de la capilla de Nuestra Señora son obra de Lodewijk Willemsens (1630-1703). El Altar de la Santa Cruz es de Cornelis van Mildert (1664), el Santuario de Santa Ana es de Jan van den Cruyce (1674), mientras que el Altar de Nuestra Señora fue realizado por Peeter Vervoort, Willem Kerricx y su hijo Willem Ignatius Kerricx (1729). El púlpito es obra de Jan Baptist Van Hool y Jan Frans van Geel (1821). La caja del órgano es obra de Engelbert Baets (1779).
Muchos de los elementos de la iglesia fueron restaurados en la década de 1970. En 2001, la estatua de la Virgen María de la iglesia, fechada en 1585 (llamada Nuestra Señora del Socorro y la Victoria), se vistió con ropa moderna diseñada por la diseñadora de moda local Ann Demeulemeester para conmemorar el "Año de la Moda" de Amberes.